# 恋活！
《恋活！》是由ILLUSION製作的3D戀愛模擬類型日本成人游戏，于2018年4月27日发售。2019年6月10日在Steam平台發售中英文版《戀活！Party》（Koikatsu Party），該版本受Steam法規限制而做出刪改，例如劇情模式、校園有關內容都遭不同程度刪改，玩家可以在ILLUSION官網下載部分遭刪減部分的相關補丁。

## 主題曲
插入曲
主唱：榊原由依